# Sismo da Terra do Fogo de 1949
O sismo da Terra do Fogo de 1949 foi um abalo sísmico com epicentro registrado na Ilha Grande da Terra do Fogo, atingindo território argentino e chileno. O sismo ocorreu no dia 17 de dezembro de 1949 e registrou a magnitude de 7.7 na escala Richter.

## Descrição
O epicentro do sismo mais intenso se localizou no entorno do estreito de Magalhães, com profundidade de 10 km.   O tremor teve origem pela movimentação na falha Magalhães-Fagnano, em decorrência do contato entre as placas tectônicas de Scotia e da América do Sul, as quais formam um limite transformante com movimento transcorrente.
Foi um dos mais intensos terremotos já registrados no extremo sul da América do Sul. Foi sentido com a intensidade VIII na escala de Mercalli, afetando toda a região. Ocasionou uma morte na localidade Argentina de Tolhuin.